# Mimi Rose
Michelle Leclercq (Buenos Aires, 4 de enero de 1995), más conocida por su nombre artístico Mimi Rose, es una cantante, música y compositora argentina. Logró notoriedad en 2018 con su sencillo «The Mission», el cual encabezó la lista de éxitos de iTunes en Argentina. Un año después se encargó de interpretar el Himno Nacional Argentino durante un homenaje en el AT&T Center de San Antonio, Texas a Emanuel Ginóbili. En 2024 anunció el lanzamiento de un nuevo álbum de estudio, titulado Del amor nadie sale ileso.
Ha aportado su voz para canciones de artistas como Shakira, Christina Aguilera y María Becerra, y ha compuesto música junto con Noel Schajris, Mario Domm y Denise Rosenthal. Describió su estilo musical como «pop con influencias de soul y R&B».

## Biografía

### Inicios
Leclercq nació en Buenos Aires en 1995.Interesada en la música desde una temprana edad, aprendió a tocar el violín a los cinco años y el piano a los seis; a los trece aprendió a tocar la guitarra de forma autodidacta. Cursó estudios de producción musical en la Universidad Católica Argentina, los cuales abandonó porque se enfocaban principalmente en la música clásica y su deseo era convertirse en cantante y compositora en el ámbito más comercial.
Cuando tenía veinte años se mudó a los Estados Unidos buscando iniciar una carrera en la música. Inicialmente empezó tocando la guitarra en Central Park mientras tomaba clases de canto en la academia del músico Martin C. Hurt, reconocido por su trabajo en el circuito de Broadway.

### Carrera
Regresó a su país natal y desde allí aplicó a una beca de estudios en Los Ángeles. Radicada en la ciudad californiana, estudió técnica vocal en Los Angeles College of Music y empezó a trabajar como corista y compositora para artistas de reconocimiento. En enero de 2018 publicó su primer sencillo titulado «The Mission», el cual logró llegar a la cima de la lista de éxitos de iTunes en Argentina. Un mes después grabó el videoclip para la canción y realizó una gira como solista por ciudades de Argentina, Paraguay y Australia. Otro de sus sencillos que logró repercusión en dicha lista fue «Wherever You Go».
El 28 de marzo de 2019 interpretó el Himno Nacional Argentino en la ceremonia de homenaje al baloncestista Emanuel Ginóbili, celebrada en el AT&T Center de San Antonio, previo a un encuentro del club San Antonio Spurs. De esta forma, se convirtió en la primera artista en cantar el himno del país sudamericano en un evento de la NBA.
En 2020, y con el nombre artístico de Mimi Rose, publicó los sencillos «Unstable», «Small Doses», «Afraid of Love» y «Self Destructive», que harían parte de un Extended Play de cuatro canciones titulado Unstable. Poco tiempo después lanzó el videoclip de la canción homónima, dirigido por la cineasta Fiorella Vescovi, y tuvo la oportunidad de colaborar como compositora para Warner Chappell Latin y Saban Music Group en producciones para artistas como Andrekza, Fran Silva, Leli Hernández y Marie Monti.
En 2021 empezó a componer y publicar música orientada al mercado hispanohablante. Entre 2021 y 2022 estrenó los sencillos «No se diga más», «Lo que no ves», «Mala conducta» y «Niño disfrazado», los cuales fueron incluidos en el nuevo EP Lo que no ves, publicado en julio de 2022. La artista continuó estrenando sencillos a lo largo de 2022 y 2023 en ritmos más cercanos al género urbano, entre los que destacan «No soy perfecta» con Miriammar, «Fíjate», «La vibra» con Lenin Jr. y «Mira qn ta' de moda» con Sasha Wrist y Daryy.

### Actualidad
En marzo de 2024 presentó una nueva canción titulada «Se me van las ganas», la cual contó con la producción de Alejandro «Aleo» Neira, reconocido principalmente por su trabajo en el álbum Vida cotidiana de Juanes, por el que fue nominado a dos Premios Grammy Latinos. El mismo mes, la artista anunció que la canción haría parte de su siguiente álbum de estudio Del amor nadie sale ileso.

## Estilo
En una entrevista con el medio Infobae, Mimi Rose describió su estilo musical como «pop con influencias de soul y R&B». Al comienzo de su carrera componía música en su mayoría en inglés, pero en la década de 2020 empezó a producir sencillos en español enfocados en el mercado hispanohablante y con algunas influencias de la música urbana. En sus letras suele incluir mensajes de unión, de respeto y de vida plena. En su canción «Unstable» exploró «el agotamiento mental que puede surgir con la presión y ansiedad que conlleva el éxito, al traer consigo días de satisfacción y alegría y otros de miedo y dolor». 

## Discografía

### Álbumes de estudio y Extended Plays
| Año  | Título                    | Notas |
| ---- | ------------------------- | ----- |
| 2020 | Unstable                  |       |
| 2022 | Lo que no ves             |       |
| 2024 | Del amor nadie sale ileso | TBA   |

### Sencillos
| Año  | Título                | Notas                   |
| ---- | --------------------- | ----------------------- |
| 2018 | «The Mission»         |                         |
| 2018 | «Wherever You Go»     |                         |
| 2020 | «Unstable»            |                         |
| 2020 | «Small Doses»         |                         |
| 2020 | «Afraid of Love»      |                         |
| 2020 | «Self Destructive»    |                         |
| 2021 | «Lo que no ves»       |                         |
| 2021 | «Mala conducta»       |                         |
| 2022 | «Niño disfrazado»     |                         |
| 2022 | «Lo que no ves»       | Versión acústica        |
| 2022 | «No se diga más»      |                         |
| 2022 | «Confesarte»          | Con Tomás Lauría        |
| 2022 | «Me robaste»          |                         |
| 2022 | «Broken Within»       |                         |
| 2022 | «No soy perfecta»     | Con Miriammar           |
| 2023 | «Crudo»               |                         |
|      | «Profundo»            |                         |
|      | «Tu mal»              |                         |
|      | «Fíjate»              |                         |
|      | «Me aburro»           |                         |
|      | «La vibra»            | Con Lenin Jr.           |
| 2024 | «Fotiko»              | Con Laura Strada        |
| 2024 | «Por curiosidad»      | Con Daryy               |
| 2024 | «Mira qn ta' de moda» | Con Sasha Wrist y Daryy |
| 2024 | «Se me van las ganas» |                         |